# 고사쿠라마치 천황
고사쿠라마치 천황(後桜町天皇, 1740년 9월 23일 ~ 1813년 12월 24일)은 일본의 제117대 천황(재위 1762년 ~ 1771년)이다. 아명은 이사노미야(以茶宮), 아케노미야(緋宮), 휘는 도시코(智子)이다.
제115대 천황인 사쿠라마치 천황의 제2황녀이고, 어머니는 관백 좌대신 니죠 요시타다의 딸로, 사쿠라마치 뇨고 니죠 이에코이다. 동복언니로는 어려서 사망한 노리코 내친왕, 이복동생으로는 제116대 모모조노 천황이 있다. 2022년 기준, 일본의 마지막 여성 천황이다.

## 생애

### 황녀ㆍ황제의 누나 시대
겐분 5년 (1740년), 사쿠라마치 천황과 그 정처 뇨고 이에코 사이에서 적출 황녀로 태어났다. 이에코 소생의 황자는 없었고, 텐지 사다코 (아네가코지 사네타케의 딸)가 낳은 황자 야호노미야 (사치노미야, 토오히토 친왕, 모모조노 천황)가 이에코의 양자로 맞아들여 그 곳에서 자랐다.
엔쿄 4년 (1747년), 아버지 사쿠라마치 천황의 양위를 받아, 이복동생인 토오히토 친왕 (모모조노 천황)이 즉위했다. 간엔 3년 (1750년) 3월, 11세가 된 아케노미야는 내친왕 선하를 받아 "토시코(智子)"라고 이름을 짓지만, 다음 달에 아버지 사쿠라마치 상황이 붕어했다. 이에따라, 어머니 이에코는 10세의 어린 천황을 "친어머니"로 후견하는 입장이 되었다. 같은 해 10월, 막부에서 세이키몬인 이에코에게 1천석의 어료 증지가 있었고, 아울러 토시코 내친왕에게는 3백석의 어료 진헌이 있었다. 성인이 되기 전의 황녀에게 소령이 진헌되는 경우는 드물어, 조정은 토시코 내친왕을 비구니고쇼에 입사시키는 것은 생각하지 않았던 것 같다.

### 천황 시대
호레키 12년 (1762년), 이복동생 모모조노 천황의 유조를 받아 천황에 지위에 올랐다. 그러나, 실제로는 모모조노 천황의 황자 히데히토 친왕 (훗날 고모모조노 천황)이 5살의 어린 나이였던 점, 모모조노 천황 치세 말기에 생긴 호레키 사건에서는 천황이 어려서부터 자신을 따르던 측근들을 옹호하고, 측근들의 추방을 요청한 섭관가와의 대립 관계에 빠지면서, 히데히토 친왕이 즉위할 경우 같은 사태가 반복될 것으로 우려했다. 이에 5섭가 당주들이 비밀리에 궁중에서 회의를 열어, 히데히토 친왕의 장래 황위 계승을 전제로 중간계투로서의 새 천황을 옹립하기로 결정하고, 천황의 이복누나인 토시코 내친왕이 히데히토 친왕과 혈연이 가깝고, 정치적으로도 중립이라는 점에서 모모조노 천황의 유조가 있었다. 다만, 히데히토 친왕의 즉위가 회피된 배경에 대해서는 연구자들 사이에서도 의견이 다소 차이가 있어, 어린 천황의 즉위로 새로운 측근의 대두를 경계했다는 설, 히데히토 천황의 직계 승계를 뒷받침하는 상황(태상천황)의 존재가 필요했기 때문이라는 설, 히데히토 친왕의 양육에 생모인 이치죠 토미코의 관여를 요구하였다 (당시 관례상, 천황과 모후는 동거하지 않기로 되어있어, 히데히토가 즉위하면 토미코가 양육에 관여하지 않게 됨)했기 때문이라는 설이 나오고 있다.
이 결정은 황위 계승과 같은 중대사는 사전에 에도 막부에 자문하도록 한 금중병공가제법도 규정에도 불구하고 '비상사태'를 이유로, 막부에 대해서도 사후 보고 형식으로 진행됐다. 또, 메이쇼 천황 이후 119년만의 여성 천황의 탄생이 되었다.
즉위 및 대상제는 남성 천황과 마찬가지로 거행되었다. 여성 천황의 예복 (즉위용 정장)과 속대 (평상시 정장ㆍ남성 천황의 황노염 상당)은 메이쇼 천황의 예에 따라, 흰색으로만 되어있는 것을 사용하였다. 예복은 거의 남자의 예복에 준하는 형식이었고, 속대는 카라코로모의 오의의 이른바 쥬니히토에였다. 메이쇼 천황때에는 아직 부흥하지 않았던, 대상제ㆍ신상제의 옷차림으로는 어재복ㆍ백어복이 있는데, 전자는 남자와 같은 옷차림에 머리 모양이 오스베라카시인 것만이 다르고, 후자는 백평견의 카라코로모고기가 있다. 평소에는 오오하라하카마 차림이었다.
초기의 소조배에도 출어, 재위 중에는 정월 제례 등의 대면 의례에도 출어하는 경우가 많았따. 그러나 연례 절회의 참석은 적었고, 신참제의 참석은 양위 직전의 한번뿐이었다. 또, 정원 위에 내려오는 사방배도, 어좌를 마련하는 정도의 출어는 아닌 사례였다. 기본적으로는 남성 천황과 같은 의례를 치르면서도, 여러 편의상 출어를 보류하는 경우도 많았던 것 같다. 또한, 양위 후에는 알록달록한 색상의 옷차림을 착용했으며, 그 예비열이 국학원대학에 소장되어 있다.

### 태상천황으로서
재위 9년째인 메이와 7년 11월 (1771년 1월), 조카 고모모조노 천황에게 양위하면서 태상천황이 되었다.
그러나, 안에이 8년 (1779년), 고모모조노 천황이 황자를 남기지 못하고 붕어했다. 고사쿠라마치 상황은 조정 신하 장로인 전 관백 코노에 우치사키와 상의하여, 후시미노미야로부터 양자를 맞이하려 했으나, 결국 현 관백 쿠죠 히사자네가 추천하는 스케히토 친왕의 6남인 9살의 사치노미야 (고카쿠 천황)로 정해졌다.
황통의 방계로 이동한 후에도, 고사쿠라마치 상황은 어린 천황을 잘 보좌했다고 한다. 상황은 종종 다이리에 행차하며, 고카쿠 천황을 면회했다고 한다. 특히 간세이 원년 (1789년)의 존호사건을 즈음하여 "고다이 나가히사가 제일의 효행"이라 하여, 고카쿠 천황을 타이른 것은 유명하다. 이처럼 조정의 권위 향상에 힘쓰고, 이후의 존황사상, 메이지 유신에의 단초를 만든 고카쿠 천황의 좋은 보좌를 맡아 흔히 "국모"라고 한다.
덴메이 2년 (1782년), 덴메이 교토 대화재 때는 쇼렌인으로 옮겨, 이곳을 아와다 고쇼라 불렀다. 생모 세이키몬인의 임시 어소가 된 치온인과의 사이에 막부가 복도를 마련해 통행의 편의를 도모했다.
덴메이 7년 (1787년) 6월, 고쇼센도마와리를 하러 모인 민중에게 고사쿠라마치 상황으로부터 3만개의 사과 (일본에서 오래부터 재배되고 있던 토종사과)가 배부되었다.
말년에는 외가로서 자신을 지탱한 니죠가의 당주인 좌대신 니죠 하루타카를 관백에 앉히기를 원했다. 그러나, 하루타카는 관백으로서는 "비기"로 간주되어, 조정ㆍ막부 양쪽에서 현임 타카츠카사 마사히로를 달래 머무르게 하는 것이 이루어져, 최종적으로 고사쿠라마치 상황의 승하로 저지되었다.
분카 10년 (1813년), 74세의 나이로 붕어했다. 고사쿠라마치인의 시호가 주어졌다. 참고로 이후 승하한 고카쿠 천황 이후에는 "인(院)"이 아닌 "천황"의 호를 받았기 때문에, 2022년 기준 마지막 여성 천황이자, 승하 후 "인(院)"으로 칭해진 마지막 천황이기도 하다.

### 문화인 (가인)
고금전수에 이름을 올린 가도의 명인이었다. 문필에도 뛰어나 신기ㆍ신한ㆍ와카영초 등 미려한 유묵이 전해지고 있다. 또, 금중연중의 일이라는 저서를 남겼다. 와카 이외에도 한학을 선호하여, 양위 후, 원앙후중이었던 카라하시 아리히로와 타카츠지 토미나가에게 명하여 『맹자』, 『정관정요』, 『백씨문집』 등의 진강을 시켰다.

## 같이 보기
- 일본 천황